# Liga 3 de 2021–22
A Liga 3 de 2021–22 foi a edição inaugural da Liga 3, a nova competição que ocupou o 3º nível no futebol em Portugal. Um total de 24 equipas disputaram esta edição.

## Formato
Esta competição consistiu numa primeira fase com todas as equipas que então passaram para uma série de promoção ou despromoção dependendo de seu desempenho.
1ª fase
Na primeira fase, os 24 clubes foram divididos em duas séries (A e B) de 12 equipas, de acordo com critérios geográficos. Em cada série, as equipas jogaram umas contra as outras em jornadas sucessivas a duas mãos. As quatro equipas mais bem colocadas de cada uma das séries avançaram para a série de promoção e as 8 últimas equipas de cada série seguiram para a série de despromoção.
Fase de promoção
As oito equipas classificadas foram divididas em duas séries de 4 equipas, jogando umas contra as outras em jornadas sucessivas a duas voltas. Os vencedores de cada série foram automaticamente promovidos à Segunda Liga de 2022–23 e disputaram a final em campo neutro para determinar o campeão. As segundas equipas melhor colocadas disputaram um playoff, cujo vencedor enfrentou o 16º classificado da Segunda Liga de 2021–22 pela última vaga da Segunda Liga. Nesta fase as equipas foram divididas da seguinte forma:
| Série 1 | Série 2 |
| ------- | ------- |
| 1º A    | 1º B    |
| 2º B    | 2º A    |
| 3º B    | 3º A    |
| 4º A    | 4º B    |

Fase de Despromoção
As 8 últimas equipas de cada série foram divididas em quatro séries de 4 equipas, jogando umas contra as outras a duas voltas. As equipas iniciaram a segunda fase com pontos de bónus consoante a classificação na primeira fase: os equipas classificado em 5º começaram a 2ª fase com 8 pontos, em 6º com 7 pontos e assim sucessivamente até que as equipas que terminaram em 12º começaram com apenas 1 ponto. As últimas equipas de cada série foram despromovidas para o Campeonato de Portugal.
| Série 1 | Série 2 | Série 3 | Série 4 |
| ------- | ------- | ------- | ------- |
| 5º A    | 6º A    | 5º B    | 6º B    |
| 7º A    | 8º A    | 7º B    | 8º B    |
| 9º A    | 10º A   | 9º B    | 10º B   |
| 11º A   | 12º A   | 11º B   | 12º B   |

## Participantes
Equipas de Guimarães

 Pevidém

 Vitória SC B

Equipas da Feira

 Lusitânia Lourosa

| Clube                  | Cidade                                | Estádio                                           | Lotação | 2020–21                      |
| ---------------------- | ------------------------------------- | ------------------------------------------------- | ------- | ---------------------------- |
| Cova da Piedade        | Cova da Piedade                       | Estádio Municipal José Martins Vieira             | 2,230   | 11.º (II Liga)               |
| Oliveirense            | Oliveira de Azeméis                   | Estádio Carlos Osório                             | 1,750   | 18.º (II Liga)               |
| Anadia                 | Anadia                                | Estádio Municipal Eng.º Sílvio Henriques Cerveira | 6,500   | 2.º Promoção L2 (Zona Norte) |
| Pevidém                | Pevidém, Guimarães                    | Parque de Jogos Albano Martins Coelho Lima        | 4,555   | 3.º Promoção L2 (Zona Norte) |
| Braga B                | Braga                                 | Complexo Desportivo Clube de Futebol de Fão       | 724     | 4.º Promoção L2 (Zona Norte) |
| Torreense              | Torres Vedras                         | Estádio Manuel Marques                            | 2,431   | 2.º Promoção L2 (Zona Sul)   |
| Vitória de Setúbal     | Setúbal                               | Estádio do Bonfim                                 | 15,497  | 3.º Promoção L2 (Zona Sul)   |
| União de Leiria        | Leiria                                | Estádio Dr. Magalhães Pessoa                      | 23,888  | 4.º Promoção L2 (Zona Sul)   |
| Montalegre             | Montalegre                            | Estádio Dr. Diogo Alves Vaz Pereira               | 2,000   | 1.º Promoção L3 (Série 1)    |
| Felgueiras             | Felgueiras                            | Estádio Dr. Machado de Matos                      | 7,540   | 2.º Promoção L3 (Série 1)    |
| Vitória de Guimarães B | Guimarães                             | Pista de Atletismo Gémeos Castro                  | 1,200   | 1.º Promoção L3 (Série 2)    |
| Fafe                   | Fafe                                  | Parque Municipal dos Desportos de Fafe            | 4,000   | 2.º Promoção L3 (Série 2)    |
| São João de Ver        | São João de Ver, Santa Maria da Feira | Estádio do SC São João de Ver                     | 5,000   | 1.º Promoção L3 (Série 3)    |
| Sanjoanense            | São João da Madeira                   | Estádio Conde Dias Garcia                         | 8,500   | 3.º Promoção L3 (Série 3)    |
| Canelas 2010           | Canelas, Vila Nova de Gaia            | Estádio do Canelas                                | 7,000   | 1.º Promoção L3 (Série 4)    |
| Lusitânia Lourosa      | Lourosa, Santa Maria da Feira         | Estádio do Lusitânia de Lourosa FC                | 8,000   | 2.º Promoção L3 (Série 4)    |
| Oliveira do Hospital   | Oliveira do Hospital                  | Estádio Municipal de Tábua                        | 3,500   | 1.º Promoção L3 (Série 5)    |
| Caldas                 | Caldas da Rainha                      | Campo da Mata                                     | 9,600   | 2.º Promoção L3 (Série 5)    |
| Alverca                | Alverca                               | Complexo Desportivo do FC Alverca                 | 7,705   | 1.º Promoção L3 (Série 6)    |
| União de Santarém      | Santarém                              | Campo Chã das Padeiras                            | 5,000   | 2.º Promoção L3 (Série 6)    |
| Oriental Dragon        | Moita                                 | Estádio Juncal Desportos                          | 2,500   | 1.º Promoção L3 (Série 7)    |
| Sporting B             | Alcochete                             | Estádio Aurélio Pereira                           | 1,180   | 2.º Promoção L3 (Série 7)    |
| Amora                  | Amora, Seixal                         | Estádio da Medideira                              | 1,500   | 1.º Promoção L3 (Série 8)    |
| Real SC                | Queluz                                | Complexo Desportivo do Real SC                    | 1,200   | 2.º Promoção L3 (Série 8)    |

## 1ª fase
Na primeira fase, os 24 clubes foram divididos em duas séries (A e B) de 12 equipas, de acordo com critérios geográficos.

### Série A
| #  | Equipa                     | J  | V  | E  | D  | GP | GC | SG  | Pts | Classificação       |
| -- | -------------------------- | -- | -- | -- | -- | -- | -- | --- | --- | ------------------- |
| 1  | Felgueiras (Q)             | 22 | 12 | 3  | 7  | 25 | 19 | +6  | 39  | Fase de Promoção    |
| 2  | UD Oliveirense (Q)         | 22 | 11 | 5  | 6  | 39 | 31 | +8  | 38  | Fase de Promoção    |
| 3  | Braga B (Q)                | 22 | 10 | 7  | 5  | 37 | 29 | +8  | 37  | Fase de Promoção    |
| 4  | Vitória de Guimarães B (Q) | 22 | 11 | 3  | 8  | 33 | 25 | +8  | 36  | Fase de Promoção    |
| 5  | Canelas 2010               | 22 | 10 | 6  | 6  | 28 | 25 | +3  | 36  | Fase de Despromoção |
| 6  | Sanjoanense                | 22 | 10 | 4  | 8  | 36 | 27 | +9  | 34  | Fase de Despromoção |
| 7  | Lusitânia Lourosa          | 22 | 10 | 4  | 8  | 31 | 29 | +2  | 34  | Fase de Despromoção |
| 8  | São João de Ver            | 22 | 6  | 11 | 5  | 27 | 22 | +5  | 29  | Fase de Despromoção |
| 9  | Anadia                     | 22 | 9  | 2  | 11 | 24 | 28 | −4  | 29  | Fase de Despromoção |
| 10 | Montalegre                 | 22 | 6  | 6  | 10 | 25 | 33 | −8  | 24  | Fase de Despromoção |
| 11 | Fafe                       | 22 | 6  | 5  | 11 | 28 | 41 | −13 | 23  | Fase de Despromoção |
| 12 | Pevidém                    | 22 | 1  | 4  | 17 | 14 | 38 | −24 | 7   | Fase de Despromoção |

### Série B
| #  | Equipa                 | J  | V  | E  | D  | GP | GC | SG  | Pts | Classificação       |
| -- | ---------------------- | -- | -- | -- | -- | -- | -- | --- | --- | ------------------- |
| 1  | Leiria (Q)             | 22 | 14 | 6  | 2  | 41 | 18 | +23 | 48  | Fase de Promoção    |
| 2  | Alverca (Q)            | 22 | 13 | 2  | 7  | 32 | 24 | +8  | 41  | Fase de Promoção    |
| 3  | Torreense (Q)          | 22 | 13 | 2  | 7  | 29 | 23 | +6  | 41  | Fase de Promoção    |
| 4  | Vitória de Setúbal (Q) | 22 | 11 | 4  | 7  | 30 | 24 | +6  | 37  | Fase de Promoção    |
| 5  | Amora                  | 22 | 11 | 3  | 8  | 29 | 21 | +8  | 36  | Fase de Despromoção |
| 6  | Real SC                | 22 | 7  | 7  | 8  | 23 | 26 | −3  | 28  | Fase de Despromoção |
| 7  | Caldas                 | 22 | 7  | 6  | 9  | 21 | 24 | −3  | 27  | Fase de Despromoção |
| 8  | Sporting B             | 22 | 7  | 5  | 10 | 25 | 28 | −3  | 26  | Fase de Despromoção |
| 9  | Cova da Piedade        | 22 | 6  | 4  | 12 | 24 | 35 | −11 | 22  | Fase de Despromoção |
| 10 | Oliveira do Hospital   | 22 | 3  | 11 | 8  | 24 | 34 | −10 | 20  | Fase de Despromoção |
| 11 | U. Santarém            | 22 | 4  | 6  | 12 | 23 | 35 | −12 | 18  | Fase de Despromoção |
| 12 | Oriental Dragon        | 22 | 2  | 12 | 8  | 21 | 30 | −9  | 18  | Fase de Despromoção |

## 2ª fase

### Fase de Subida
Na fase de subida, os 8 clubes foram divididos em duas séries (1 e 2) de 4 equipas.

#### Série 1
| # | Equipa                 | J | V | E | D | GP | GC | SG | Pts | Classificação                                |
| - | ---------------------- | - | - | - | - | -- | -- | -- | --- | -------------------------------------------- |
| 1 | Torreense (C) (P)      | 6 | 4 | 0 | 2 | 10 | 6  | +4 | 12  | Promovido à Segunda Liga de 2022–23          |
| 2 | Alverca                | 6 | 3 | 1 | 2 | 8  | 7  | +1 | 10  | Play-off de acesso à Segunda Liga de 2022–23 |
| 3 | Felgueiras             | 6 | 2 | 1 | 3 | 10 | 10 | 0  | 7   |                                              |
| 4 | Vitória de Guimarães B | 6 | 1 | 2 | 3 | 3  | 8  | −5 | 5   |                                              |

#### Série 2
| # | Equipa             | J | V | E | D | GP | GC | SG | Pts | Classificação                                |
| - | ------------------ | - | - | - | - | -- | -- | -- | --- | -------------------------------------------- |
| 1 | UD Oliveirense (P) | 6 | 3 | 3 | 0 | 11 | 6  | +5 | 12  | Promovido à Segunda Liga de 2022–23          |
| 2 | Leiria             | 6 | 3 | 1 | 2 | 6  | 5  | +1 | 10  | Play-off de acesso à Segunda Liga de 2022–23 |
| 3 | Braga B            | 6 | 1 | 3 | 2 | 8  | 10 | −2 | 6   |                                              |
| 4 | Vitória de Setúbal | 6 | 1 | 1 | 4 | 8  | 12 | −4 | 4   |                                              |

#### Play-off promoção
O Alverca disputou um play-off com o UD Leiria a 2 mãos para decidir a equipa a participar no play-off de acesso à Segunda Liga de 2022–23.

##### Primeira mão
| 7 Maio 2022 | Alverca           | 1 – 1 | UD Leiria   | Complexo Desportivo do FC Alverca, Alverca |
| 17:00 UTC+1 | Jonata Bastos 25' |       | Babanco 73' | Árbitro: João Pinto                        |

##### Segunda mão
| 15 Maio 2022 | UD Leiria | 1 – 2 | Alverca                                    | Estádio Municipal de Leiria, Leiria |
| 17:00 UTC+1  | Kikas 33' |       | Klismahn 8' (pen.) · Ricardo Rodrigues 17' | Árbitro: Marco Cruz                 |

Alverca venceu a eliminatória por 3–2.

### Fase de Manutenção
Na fase de manutenção, os 16 clubes foram divididos em quatro séries (3 a 6) de 4 equipas.

#### Série 3
| # | Equipa                | J | V | E | D | GP | GC | SG | Pts | Classificação                                    |
| - | --------------------- | - | - | - | - | -- | -- | -- | --- | ------------------------------------------------ |
| 1 | Fafe                  | 6 | 3 | 2 | 1 | 8  | 5  | +3 | 13  |                                                  |
| 2 | Anadia                | 6 | 2 | 3 | 1 | 7  | 4  | +3 | 13  |                                                  |
| 3 | Canelas 2010          | 6 | 1 | 2 | 3 | 3  | 7  | −4 | 13  |                                                  |
| 4 | Lusitânia Lourosa (R) | 6 | 1 | 3 | 2 | 2  | 4  | −2 | 12  | Rebaixado para Campeonato de Portugal de 2022–23 |

#### Série 4
| # | Equipa          | J | V | E | D | GP | GC | SG | Pts | Classificação                                    |
| - | --------------- | - | - | - | - | -- | -- | -- | --- | ------------------------------------------------ |
| 1 | Sanjoanense     | 6 | 3 | 2 | 1 | 11 | 5  | +6 | 18  |                                                  |
| 2 | São João de Ver | 6 | 3 | 1 | 2 | 8  | 7  | +1 | 15  |                                                  |
| 3 | Montalegre      | 6 | 1 | 3 | 2 | 11 | 14 | −3 | 9   |                                                  |
| 4 | Pevidém (R)     | 6 | 1 | 2 | 3 | 7  | 11 | −4 | 6   | Rebaixado para Campeonato de Portugal de 2022–23 |

#### Série 5
| # | Equipa              | J | V | E | D | GP | GC | SG | Pts                                                                         | Classificação                                    |
| - | ------------------- | - | - | - | - | -- | -- | -- | --------------------------------------------------------------------------- | ------------------------------------------------ |
| 1 | Amora               | 6 | 2 | 1 | 3 | 7  | 7  | 0  | 15                                                                          |                                                  |
| 2 | Cova da Piedade (R) | 6 | 2 | 3 | 1 | 7  | 5  | +2 | 13 {{Fb cl3 qr \|relegation=y \|rows=1 \|competition=campeonatos distritais |                                                  |
| 3 | Caldas              | 6 | 1 | 3 | 2 | 8  | 10 | −2 | 12                                                                          |                                                  |
| 4 | U. Santarém (R)     | 6 | 2 | 3 | 1 | 9  | 9  | 0  | 11                                                                          | Rebaixado para Campeonato de Portugal de 2022–23 |

#### Série 6
| # | Equipa               | J | V | E | D | GP | GC | SG | Pts | Classificação                                    |
| - | -------------------- | - | - | - | - | -- | -- | -- | --- | ------------------------------------------------ |
| 1 | Oliveira do Hospital | 6 | 4 | 2 | 0 | 7  | 3  | +4 | 17  |                                                  |
| 2 | Real SC              | 6 | 2 | 3 | 1 | 4  | 3  | +1 | 16  |                                                  |
| 3 | Sporting B           | 6 | 1 | 2 | 3 | 6  | 8  | −2 | 10  |                                                  |
| 4 | Oriental Dragon (R)  | 6 | 0 | 3 | 3 | 4  | 7  | −3 | 4   | Rebaixado para Campeonato de Portugal de 2022–23 |

## 3ª fase

### Apuramento de Campeão
No apuramento de campeão, os clubes vencedores dos grupos da fase de subida disputaram, em campo neutro, o título de campeão da Liga 3.
| 14 Maio 2022 | Torreense  | 1 – 1 | UD Oliveirense         | Estádio Nacional do Jamor, Oeiras      |
| 18:00 UTC+1  | Mateus 78' |       | Jaime Pinto 43' (pen.) | Público: 6 198 Árbitro: Pedro Ferreira |

|  |       | Penalidades |
|  | 5 - 3 |             |

## Equipas por Associação de Futebol
| # | Associação de Futebol | Número | Equipas                                                               |
| - | --------------------- | ------ | --------------------------------------------------------------------- |
| 1 | Aveiro                | 5      | Anadia, Lusitânia Lourosa, Oliveirense, Sanjoanense e São João de Ver |
| 2 | Braga                 | 4      | Braga B, Fafe, Pevidém e Vitória de Guimarães B                       |
| 2 | Lisboa                | 4      | Alverca, Real SC, Sporting B e Torreense                              |
| 2 | Setúbal               | 4      | Amora, Cova da Piedade, Oriental Dragon e Vitória de Setúbal          |
| 5 | Leiria                | 2      | Caldas e União de Leiria                                              |
| 5 | Porto                 | 2      | Canelas 2010 e Felgueiras                                             |
| 7 | Coimbra               | 1      | Oliveira do Hospital                                                  |
| 7 | Santarém              | 1      | União de Santarém                                                     |
| 7 | Vila Real             | 1      | Montalegre                                                            |